# Dąbków
Dąbków (bis 11. März 1939 deutsch Felsendorf) ist eine Ortschaft mit einem Schulzenamt der Landgemeinde Lubaczów im Powiat Lubaczowski der Woiwodschaft Karpatenvorland in Polen.

## Geschichte

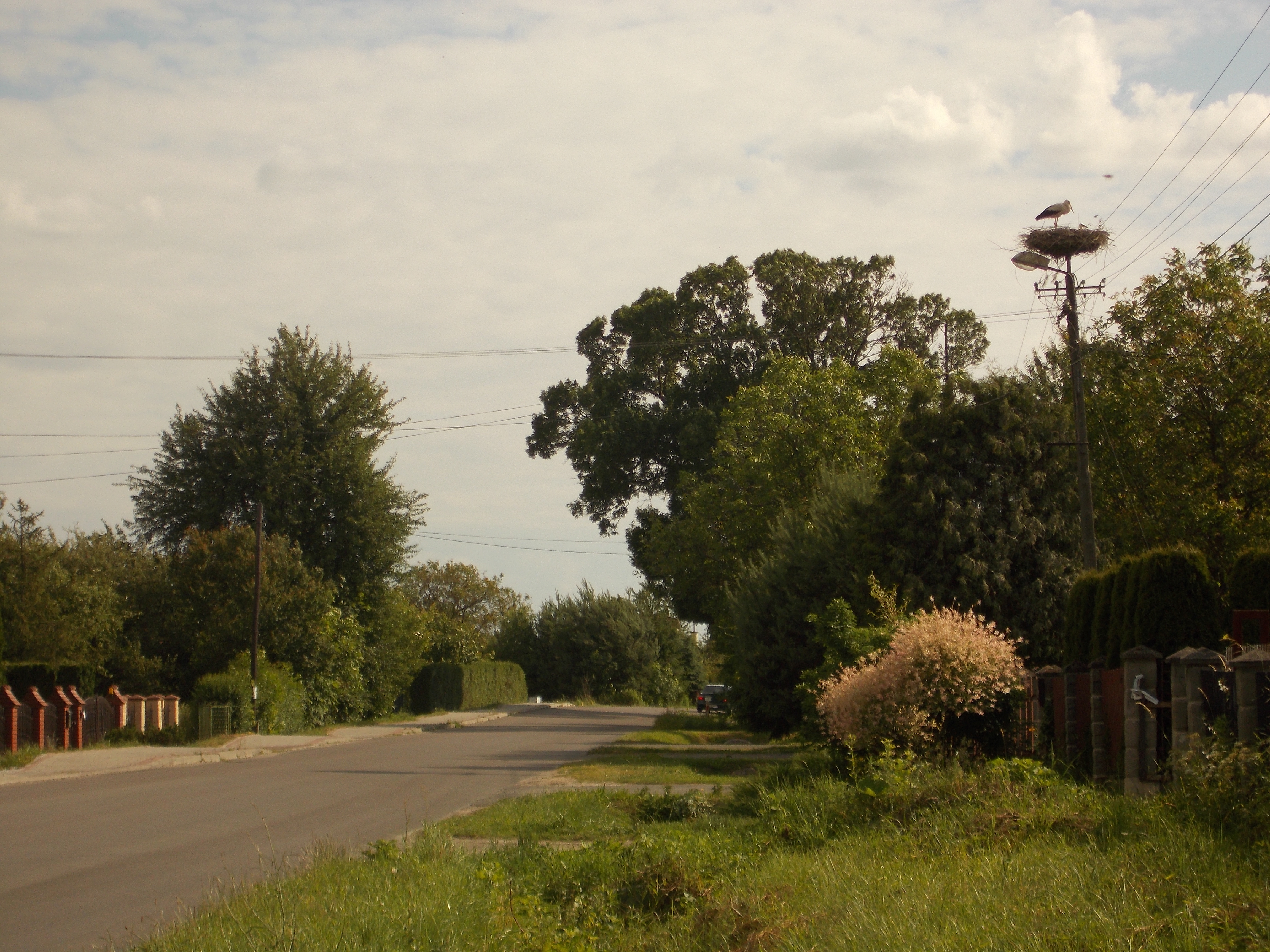
Straße durch das Dorf

Bei der Ersten Teilung Polens kamen die Kammergüter der Stadt Lubaczów 1772 zum neuen Königreich Galizien und Lodomerien des habsburgischen Kaiserreichs (ab 1804).
Das Dorf entstand im Jahre 1783 im Zuge der Josephinischen Kolonisation auf dem Grund des Dorfes Opaka. Deutsche Kolonisten reformierter Konfession wurden dort angesiedelt. Die Kolonie wurde Felsendorf genannt. Im Jahre 1900 hatte das Dorf Felsendorf 19 Häuser mit 141 Einwohnern, davon 68 polnischsprachige, 64 deutschsprachige, 9 ruthenischsprachige, 49 römisch-katholische, 9 griechisch-katholische, 16 Juden, 67 anderen Glaubens (überwiegend evangelisch).
1918, nach dem Ende des Ersten Weltkriegs und dem Zusammenbruch der k.u.k. Monarchie, kam Felsendorf zu Polen.
Im Jahre 1921 hatte das Dorf Felsendorf 26 Häuser mit 146 Einwohnern, davon 141 Polen, 5 Ruthenen, 116 katholische, 10 griechisch-katholische, 11 evangelische, 9 Juden.
Im Zweiten Weltkrieg gehörte es zuerst zur Sowjetunion und ab 1941 zum Generalgouvernement.

### Verwaltungsgeschichte
Von 1949 bis 1954 war das Dorf Sitz der Gmina Dąbków, heute Landgemeinde Lubaczów.  Von 1975 bis 1998 gehörte Dąbków zur Woiwodschaft Przemyśl.